# Иоанн (Сележан)
Митрополи́т Иоа́нн (рум. Mitropolit Ioan, в миру Йо́нел Сележа́н, рум. Ionel Selejan; 16 ноября 1951) — епископ Румынской православной церкви, архиепископ Тимишоарский и митрополит Банатский.

## Биография
Родился 16 ноября 1951 года в Петрани жудеца Бихор Румынии и был четвёртым ребенком Йоана и Ильки. Начальную школу окончил в родном селе Петрань, а гимназию — в селе Покола, жудец Бихор. В 1971 году окончил лицей им. Константина Брынкуша в Ораде. В 1976 году окончил факультета систем и автоматизации в Бухаресте.
В 1980 году он поступил в качестве послушника в Монастырь Лайнич жудеца Горж. В 1986 году окончил духовную семинарию в Крайове, а в 1990 году — Богословский институт университетской степени в Сибиу со степенью лиценциата богословия.
6 августа 1990 года в Монастыре Лайнич был рукоположен во диакона, а 15 августа того же года в монастыре Тисмана был рукоположен в сан священника. В том же году был определён игуменом Монастыре Лайнич и оставался в этой должности до 1994 года. За время настоятельства в Монастыре Лайнич, построил там новую монументальную церковь, а также келейный корпус.
С 1991 по 1994 год обучался в Библейском институте в Иерусалиме. В том же заведении проходил докторантуру по библеистике, египтологии и ориенталистике. Учась в Иерусалиме, продолжал управлять монастырём, в том числе координировал роспись части церкви и обустроил библиотеку, которая также была расписана.
В 1994 году назначен начальником представительства Румынской православной церкви в Иерусалиме и Иордании, а также представитель Румынской православной церкви при Иерусалимской Патриархии с возведением в сан архимандрита. Прослужил в этом качестве недолго, так как был призван к епископскому служению.
11 января 1994 года Национальное церковное собрание постановило создать Ковасненскую и Харгитскую епархию. 9 июля 1994 года был Церковная избирательная коллегия избрала его епископом Ковасненским и Харгитским. 20 июля того же года в Топлицком монастыре в жудеце Харгита состолась его епископская хиротония. 25 сентября того же года в соборе Святого Николая в Меркуря-Чук состоялась его интронизация.
После кончины Румынского патриарха Феоктиста, на выборах 12 сентября 2007 года был одним из трёх кандидатов на патриарший престол.
23 августа 2009 года решением Священного Синода епископу Иоанну было присвоено звание почётного архиепископа.
6-7 ноября 2014 года после консультации с епархиальным собранием Тимишоарской архиепископии, митрополичьий синод Банатской митрополии тайным голосованием избрал его одним из трёх кандидатов на вдовствующую Тимишоарскую архиепископию. 6 декабря того же года Священный синод Румынской Православной Церкви избрал его архиепископом Тимишоарским, митрополитом Банатским. 28 декабря 2014 года в митрополитском соборе Тимишоары состоялась его интронизация, которую возглавил патриарх Румынский Даниил.